# Episodi di The First Lady
La prima e unica stagione della serie televisiva The First Lady, composta da dieci episodi, è stata trasmessa in prima visione sul canale statunitense via cavo Showtime dal 17 aprile al 19 giugno 2022.
In Italia, la stagione è stata distribuita sulla piattaforma streaming on demand Paramount+ il 15 settembre 2022.
| nº | Titolo originale | Titolo italiano      | Prima TV USA   | Pubblicazione Italia |
| -- | ---------------- | -------------------- | -------------- | -------------------- |
| 1  | That White House | Quella Casa Bianca   | 17 aprile 2022 | 15 settembre 2022    |
| 2  | Voices Carry     | Voci si rincorrono   | 24 aprile 2022 | 15 settembre 2022    |
| 3  | Please Allow Me  | Mi consenta          | 1º maggio 2022 | 15 settembre 2022    |
| 4  | Cracked Pot      | Vaso rotto           | 8 maggio 2022  | 15 settembre 2022    |
| 5  | See Saw          | Altalena             | 15 maggio 2022 | 15 settembre 2022    |
| 6  | Shout Out        | Gridalo forte        | 22 maggio 2022 | 15 settembre 2022    |
| 7  | Nadir            | Nadir                | 29 maggio 2022 | 15 settembre 2022    |
| 8  | Punch Perfect    | Colpo perfetto       | 5 giugno 2022  | 15 settembre 2022    |
| 9  | Rift             | Spaccatura           | 12 giugno 2022 | 15 settembre 2022    |
| 10 | Victory Dance    | Danza della vittoria | 19 giugno 2022 | 15 settembre 2022    |